# 10 януари
10 януари е 10-ият ден в годината според григорианския календар. Остават 355 дни до края на годината (356 през високосна година).

## Събития
- 49 г. пр.н.е. – Гай Юлий Цезар пресича Рубикон.
- 532 г. – Начало на въстанието Ника в Константинопол.
- 1810 г. – Бракът на Наполеон и Жозефина е анулиран.
- 1863 г. – Открита е първата линия на Лондонското метро – първото в света метро.
- 1904 г. – Започва да излиза в. „Българан“ под редакцията на Христо Силянов и Александър Кипров.
- 1920 г. – Обществото на народите провежда първата си среща, на която ратифицира Версайския договор за края на Първата световна война.
- 1944 г. – Втората световна война: Извършена е шеста бомбардировка на София от британско-американската авиация.
- 1945 г. – Самолетът при полет 6001 на „Американ Еърлайнс“ се разбива във Вердуго Хилс, Калифорния и убива всички 24 души на борда.
- 1946 г. – Състои се първото Общо събрание на ООН; представени са 51 страни.
- 1968 г. – Американската автоматична станция Surveyor-7 извършва меко кацане на повърхността на Луната в близост до кратера Тихо.
- 1969 г. – СССР изстрелва сондата Венера 6 към планетата Венера.
- 1984 г. 
  - Тежка самолетна катастрофа в България.
  - САЩ и Ватикана започват дипломатически отношения.

- 1990 г. – Сформирана е компанията Time Warner, след обединяване на Time Inc. и Warner Communications Inc.
- 1990 г. – Китайската народна република вдига военното положение, въведено след събитията на площад „Тянънмън“ през юни 1989 г.
- 1996 г. – Народното събрание отхвърля втори вот на недоверие към кабинета на Жан Виденов, предложен от СДС заради зърнената криза.
- 1997 г. – Организираното протестно шествие на опозицията срещу управляващата Българска социалистическа партия прераства в щурм на сградата на Народно събрание на България; полицията разгонва със сила демонстрантите.
- 2000 г. – Възобновени са наблюденията с космическия телескоп Хъбъл.
- 2000 г. – America Online обявява намерението си да закупи Time Warner за 162 милиарда щатски долара.

## Родени
- 1573 г. – Симон Мариус, немски астроном († 1624 г.)
- 1644 г. – Луи-Франсоа дьо Буфлер, френски офицер († 1711 г.)
- 1769 г. – Мишел Ней, френски маршал († 1815 г.)
- 1883 г. – Алексей Николаевич Толстой, руски писател († 1945 г.)
- 1883 г. – Атанас Дачев, български революционер († 1973 г.)
- 1897 г. – Методи Шаторов, български партизанин († 1944 г.)
- 1903 г. – Димитър Мутафчиев, български футболист († 1990 г.)
- 1904 г. – Шон Макбрайд, ирландски политик, Нобелов лауреат през 1974 († 1988 г.)
- 1913 г. – Густав Хусак, президент на Чехословакия († 1991 г.)
- 1916 г. – Иван Венедиков, български археолог († 1997 г.)
- 1920 г. – Стоян Орманджиев, български футболист и треньор († 2006 г.)
- 1924 г. – Алексей Аджубей, съветски журналист и политик († 1993 г.)
- 1924 г. – Едуардо Чилида, испански скулптор, художник († 2002 г.)
- 1924 г. – Макс Роуч, американски перкусионист, барабанист и композитор († 2007 г.)
- 1936 г. – Робърт Удроу Уилсън, американски физик, Нобелов лауреат през 1978
- 1938 г. – Доналд Кнут, американски математик и компютърен учен
- 1942 г. – Величка Пандева, българска скиорка, състезателка по ски бягане († 1993 г.)
- 1942 г. – Уолтър Хил, американски филмов режисьор
- 1943 г. – Джо Масино, американски мафиот († 2023 г.)
- 1945 г. – Род Стюарт, британски рок певец
- 1947 г. – Джордж Ефинджър, американски писател († 2002 г.)
- 1948 г. – Тереза Грейвс, американска актриса и певица († 2002 г.)
- 1949 г. – Джеймс Лапайн, американски режисьор
- 1949 г. – Джордж Форман, американски боксьор († 2025 г.)
- 1950 г. – Любомир Николов – Нарви, български писател († 2024 г.)
- 1954 г. – Такаши Мацуока, американски писател
- 1955 г. – Майкъл Шенкер, немски китарист
- 1960 г. – Георги Глушков, български баскетболист
- 1963 г. – Георги Георгиев, български футболист
- 1963 г. – Тони Димитрова, българска певица
- 1965 г. – Йордан Митев, български футболист
- 1966 г. – Стийв Крамър, американски политик
- 1971 г. – Камелия, българска попфолк певица
- 1974 г. – Ритик Рошан, индийски актьор
- 1973 г. – Глен Робинсън, американски баскетболен играч
- 1976 г. – Адам Кенеди, американски бейзболен играч
- 1980 г. – Мердин Байрям, български политик
- 1980 г. – Сара Шейхи, американска актриса
- 1983 г. – Тервел Пулев, български боксьор
- 1992 г. – Иван Ангелов, български футболист

## Починали
- 681 г. – Агатон, римски папа (* ок. 577)
- 976 г. – Йоан I Цимиски, император на Византийската империя (* ок. 925)
- 1778 г. – Карл Линей, шведски ботаник (* 1707 г.)
- 1815 г. – Балтазар Акке, френски геолог на австрийска служба (* 1739 г.)
- 1824 г. – Томас Едуард Боудич, английски изследовател (* 1791 г.)
- 1862 г. – Самюел Колт, американски изобретател (* 1814 г.)
- 1873 г. – Димитър Общи, български революционер (* ок. 1835)
- 1878 г. – Гина Караиванова, майка на Васил Левски (* ок. 1810 г.)
- 1917 г. – Бъфало Бил, американски заселник (* 1846 г.)
- 1918 г. – Константин Иречек, чешки историк (* 1854 г.)
- 1922 г. – Шигенобу Окума, министър-председател на Япония (* 1838 г.)
- 1934 г. – Маринус Ван дер Любе, холандски комунист, обвинен в подпалването на Райхстага (* 1909 г.)
- 1937 г. – Генко Мархолев, български военен деец (* 1865 г.)
- 1944 г. – Герхард Венгел, германски летец (* 1915 г.)
- 1944 г. – Андрей Тошев, министър-председател на България (* 1867 г.)
- 1944 г. – Божил Стоянов, български актьор (* 1897 г.)
- 1944 г. – Христо Обрешков, български цигулар (* 1907 г.)
- 1951 г. – Синклер Луис, американски писател, Нобелов лауреат през 1930 (* 1885 г.)
- 1957 г. – Габриела Мистрал, чилийска писателка, Нобелов лауреат през 1945 (* 1889 г.)
- 1957 г. – Иван Грозев, български поет (* 1872 г.)
- 1961 г. – Дашиъл Хамет, американски писател (* 1894 г.)
- 1967 г. – Радхабинод Пал, индийски юрист (* 1886 г.)
- 1967 г. – Стефан Ненков, български общественик (* 1880 г.)
- 1971 г. – Коко Шанел, френска модна дизайнерка (* 1883 г.)
- 1975 г. – Стойчо Мошанов, български политик (* 1892 г.)
- 1976 г. – Хаулин Уулф, американски музикант (* 1910 г.)
- 1986 г. – Ярослав Сейферт, чешки писател, Нобелов лауреат през 1984 (* 1901 г.)
- 2001 г. – Неджати Джумалъ, турски писател (* 1921 г.)
- 2007 г. – Елена Георгиева, българска езиковедка (* 1930 г.)
- 2007 г. – Карло Понти, италиански продуцент (* 1912 г.)
- 2008 г. – Михаил Минин, поставил знамето на победата над Райхстага през 1945 г. (* 1922 г.)
- 2010 г. – Божидар Спириев, български статистик (* 1932 г.)
- 2014 г. – Георги Найденов – Гого, български певец (* 1949 г.)
- 2015 г. – Франческо Рози, италиански режисьор и сценарист (* 1922 г.)
- 2017 г. – Роман Херцог, президент на Германия (* 1934 г.)
- 2023 г.
  - Константинос II, гръцки крал (* 1940 г.)[1]
  - Асен Селимски, български оперен певец (* 1930 г.)[2]
  - Джеф Бек, английски рок музикант (* 1944 г.)[3]

## Празници
България – ден на Св. Евстатий Чудотворец